# The Frenzy of Firewater
The Frenzy of Firewater è un cortometraggio muto del 1912 diretto da George Melford e prodotto dalla Kalem.

## Produzione
Il film, prodotto dalla Kalem Company, venne girato a Glendale, in California.

## Distribuzione
Distribuito dalla General Film Company, il film - un cortometraggio di una bobina -  uscì nelle sale cinematografiche statunitensi il 21 agosto 1912.